# Kreis Grandcour
| Kreis Grandcour           | Kreis Grandcour    |
| Basisdaten                | Basisdaten         |
| ------------------------- | ------------------ |
| Staat:                    | Schweiz            |
| Kanton:                   | Waadt (VD)         |
| Bezirk:                   | Payerne            |
| Hauptort:                 | Grandcour          |
| Fläche:                   | 29,75 km²          |
| Einwohner:                | 4'819 (31.12.2023) |
| Bevölkerungsdichte:       | 162 Einw. pro km²  |
| Aufgehoben am:            | 31. Dezember 2006  |
| Karte                     |                    |
| Karte von Kreis Grandcour |                    |

Der Kreis Grandcour (französisch Cercle de Grandcour) war bis zum 31. August 2006 eine Verwaltungseinheit des Bezirks Payerne im Kanton Waadt in der Schweiz. Sitz des Kreisamtes war Grandcour.
Der Kreis umfasste vier Gemeinden und war 29,75 km² gross. Die Gemeinden des ehemaligen Kreises zählten Ende 2023 4'819 Einwohner.
| Wappen                 | Name der Gemeinde      | Einwohner (31. Dezember 2023) | Fläche in km² | Einw. pro km² |
| ---------------------- | ---------------------- | ----------------------------- | ------------- | ------------- |
| Chevroux               | Chevroux               | 525                           | 4,33          | 121           |
| Corcelles-près-Payerne | Corcelles-près-Payerne | 2'917                         | 12,11         | 241           |
| Grandcour              | Grandcour              | 1'004                         | 10,20         | 98            |
| Missy                  | Missy                  | 373                           | 3,11          | 120           |
| Total (4)              | Total (4)              | 4'819                         | 29.75         | 162           |